# 가와시마정 (가가와현)
가와시마정(일본어: 川島町)은 일본 가가와현 기타군에 있던 정이다. 

## 역사
- 1890년 2월 15일 - 정촌제 시행에 수반해 사가노우에촌이 성립하였다.
- 1899년 4월 1일 - 야마다군이 미키군과 합병해 기타군이 되었다.
- 1922년 4월 1일 - 정으로 승격해 가와시마정으로 개칭되었다.
- 1955년 4월 1일 - 소가와촌, 히가시우에타촌, 니시우에타촌과 합병해 야마다정이 성립, 동일 가와시마정은 폐지되었다.

## 참고 문헌
- 角川日本地名大辞典編纂委員会, 『角川日本地名大辞典 43 香川県』, 1985, 角川書店
- 四国新聞社 編『香川年鑑』 昭和30年、四国新聞社、高松市、1954年11月30日。doi:10.11501/3022103。 NCID BB10788678。OCLC 673819408。